# Abdeslam Laghrissi
Abdeslam Laghrissi o Abdeslam El-Ghrissi (en árabe: عبد السلام الغريسي‎; 5 de enero de 1962) es un exfutbolista marroquí.

## Carrera

### Club
Laghrissi comenzó su carrera profesional en el equipo marroquí FAR Rabat. A principios de los noventa jugó en Catar. Luego regresó a Marruecos donde jugó en el Raja Casablanca y, por segunda vez, en las FAR Rabat. Pasó dos años en Omán, donde jugó para Al-Suwaiq antes de retirarse en 2000.

### Internacional
Jugó para la selección de fútbol de Marruecos de 1983 a 1995. En 1984, participó en los Juegos Olímpicos de Verano de 1984. En 1992, fue seleccionado para la Copa Africana de Naciones y participó en la Copa Mundial de la FIFA de 1994, cuando jugó un partido como suplente contra Arabia Saudita.

## Honores
Cuando jugaba para FAR Rabat, Laghrissi fue el máximo goleador de la primera división marroquí tres veces, en 1983, 1990 y 1995.